# Seseli lanzhouense
Seseli lanzhouense är en växtart i släktet Seseli och familjen flockblommiga växter.
Arten är en halvbuske som förekommer i Qinghai och Gansu i Kina. Den beskrevs först som Libanotis lanzhouense av Kun Tsun Fu, Ren Hwa Shan och Men Lan Sheh 1983, och fick sitt nu gällande namn av Vera Vinogradova 1985.